# Кокимон
Кокимон (фр. Cocumont) насеље је и општина у југозападној Француској у региону Аквитанија, у департману Лот и Гарона која припада префектури Марманд.
По подацима из 2011. године у општини је живело 1009 становника, а густина насељености је износила 39,66 становника/km². Општина се простире на површини од 25,44 km². Налази се на средњој надморској висини од 135 метара (максималној 148 m, а минималној 33 m).

## Демографија
| 1962. | 1968. | 1975. | 1982. | 1990. | 1999. | 2011. |
| ----- | ----- | ----- | ----- | ----- | ----- | ----- |
| 1.140 | 1.141 | 1.022 | 1.022 | 937   | 888   | 1.009 |

График промене броја становника у току последњих година